# Trentepohlia angusticincta
Trentepohlia angusticincta là một loài ruồi trong họ Limoniidae. Chúng phân bố ở miền Australasia.